# 普雷伊
普雷伊（法語：Préhy，法語發音：[pʁe.i]）是法国勃艮第-弗朗什-孔泰大区约讷省的一个市镇，属于欧塞尔区。

## 地理
普雷伊（47°45'32"N, 3°45'28"E）面积14 平方千米，位于法国勃艮第-弗朗什-孔泰大區约讷省，该省份为法国中北部内陆省份，西接卢瓦雷省，西北接塞纳-马恩省，南至涅夫勒省，东临科多尔省，东北与奥布省接壤。
与普雷伊接壤的市镇（或旧市镇、城区）包括：沙布利、瑟兰河畔舍米伊、希谢、库尔吉、圣西尔莱科隆。

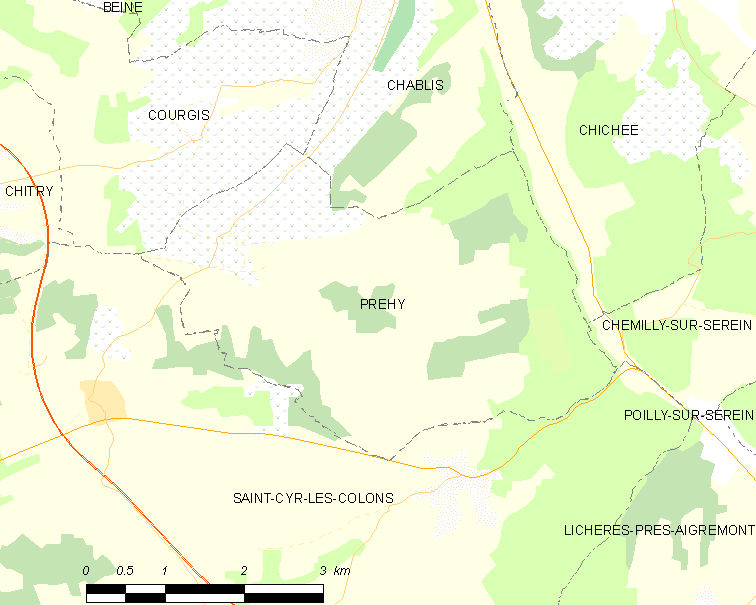
普雷伊的OSM定位图

普雷伊的时区为UTC+01:00、UTC+02:00（夏令时）。

## 行政
普雷伊的邮政编码为89800，INSEE市镇编码为89315。

## 政治
普雷伊所属的省级选区为沙布利县。

## 人口

1962-2008年间普雷伊人口变化图示

普雷伊于2022年1月1日时的人口数量为164人。